# Jiří Černošek (lední hokejista)
Jiří Černošek (* 5. května 1955) je bývalý český hokejový obránce.

## Hokejová kariéra
V československé lize hrál za TJ ZKL Brno. Nastoupil v 6 ligových utkáních. V nižších soutěžích hrál za TJ Prostějov.

## Klubové statistiky
| Sezona    | Klub         | Soutěž  | Základní část | Základní část | Základní část | Základní část | Základní část |
| Sezona    | Klub         | Soutěž  | Z             | G             | A             | B             | TM            |
| --------- | ------------ | ------- | ------------- | ------------- | ------------- | ------------- | ------------- |
| 1972/1973 | TJ Prostějov | 2. liga | -             | 1             | -             | -             |               |
| 1973/1974 | TJ ZKL Brno  | 1. liga | 6             | 0             | 0             | 0             | 0             |
| 1974/1975 | TJ Prostějov | 2. liga | -             | 4             | -             | -             |               |
| 1975/1976 | TJ Prostějov | 2. liga | -             | 1             | -             | -             |               |